# Gioia del Colle bianco
Il Gioia del Colle bianco è un vino DOC la cui produzione è consentita nella città metropolitana di Bari.

## Caratteristiche organolettiche
- colore: bianco tendente al paglierino.
- odore: gradevole, con caratteristiche di fruttato, delicato
- sapore: asciutto, fresco, armonico.

## Produzione
Provincia, stagione, volume in ettolitri
- Bari  (1994/95)  898,0
- Bari  (1995/96)  918,0